# Carlos Melej Nazar
Carlos Melej Nazar (Ovalle, 30 de agosto de 1906 - Santiago, 26 de julio de 1976) fue un abogado y político radical chileno. Hijo de Abraham Melej Guardi y de Emilia Nazar Feres, ambos de origen líbanes. Contrajo matrimonio en Vallenar, con Nicolasa Filomena Marambio Prenafeta (1933).
Educado en el Liceo de Ovalle, ingresó a estudiar Derecho en la Universidad de Chile, jurando como abogado el 3 de septiembre de 1929, con una tesis titulada ”El estado de necesidad en materia penal”. Ejerció como secretario del Juzgado de Putaendo (1930), como Juez de Letras de Freirina (1933) y como abogado, juez y notario en Vallenar. Asesor jurídico del Instituto Bioquímico Labomed S.A.
Militó en el Partido Radical, del que fue su secretario, vicepresidente y presidente de la Asamblea Radical de Vallenar. Elegido regidor y alcalde de la Municipalidad de Vallenar (1935-1941). Elegido diputado por la 3ª agrupación departamental, que corresponde a las comunas de Copiapó, Chañaral, Huasco y Freirina (1941-1945, 1945-1949 y 1949-1953). En su paso por el Congreso, participó de diversas comisiones, destacando: Gobierno Interior, la de Constitución, Legislación y Justicia, la de Economía y Comercio, y la de Trabajo y Legislación Social.
Vicepresidente del Rotary Club de Vallenar. Presidente del Círculo Libanés y del Círculo de Profesionales de Ascendencia Árabe. Condecorado por el gobierno del Líbano (1951).